# Baselski mir (1795)
Baselski mir je vrsta ločenih mirovnih sporazumov s Francosko prvo republiko v letu 1795, ki so potekali v Baslu.
Prvi mirovni sporazum je bil sklenjen s Prusijo in njenim predstavnikom von Hardenbergom 5. aprila. Drugi sporazum je bil dosežen s Španijo (zastopnik Domingo d'Yriarte) 22. julija, zadnji pa z nemško kneževino Hessen-Kassel (Friedrich Sigismund Waitz von Eschen) dne 28. avgusta 1795. Francosko prvo republiko je zastopal François de Barthélemy. 
Sporazum, s katerim je revolucionarna Francija postala glavna vojaška sila v Evropi, je sklenil prvo fazo francoskih revolucionarnih vojn proti prvi koaliciji. Prusija je predala ozemlje levo od Rena Franciji, medtem ko je Francija vrnila vse ozemlje, ki ga je zavzela med vojno vzhodno od Rena. Španija je odstopila Franciji dve tretjini otoka Hispaniole, sedanjo Dominikansko republiko.